# Montecalvo Irpino
Montecalvo Irpino é uma comuna italiana da região da Campania, província de Avellino, com cerca de 4.269 habitantes. Estende-se por uma área de 53 km², tendo uma densidade populacional de 81 hab/km². Faz fronteira com Apice (BN), Ariano Irpino, Buonalbergo (BN), Casalbore, Castelfranco in Miscano (BN), Ginestra degli Schiavoni (BN).

## Demografia
| Variação demográfica do município entre 1861 e 2011                               |
|                                                                                   |
| Fonte: Istituto Nazionale di Statistica (ISTAT) - Elaboração gráfica da Wikipedia |